# Franz Helfferich

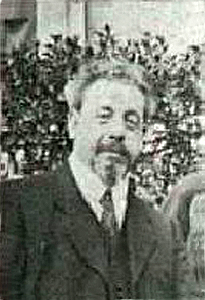
Frans Helfferich

Franciscus Willem ('Frans') Helfferich (Den Haag, 2 september 1871 - aldaar, 6 november 1941) was een Nederlands kunstschilder. Hij werkte in de stijl van de Haagse School, later met sterke invloeden van het impressionisme.

## Leven en werk
Helfferich studeerde aan de Koninklijke Academie van Beeldende Kunsten te Den Haag. Hij zou ook het grootste deel van zijn leven in Den Haag blijven wonen en werken, hoewel hij tussen 1896 en 1900 een periode in Delft verbleef. Ook werkte hij vaak 'en plein air' in de heuvels van Zuid-Limburg.
Aanvankelijk werkte Helfferich vooral in de stijl van Haagse School en schilderde vooral landschappen. Daarbij werd hij sterk beïnvloed door Jacob Maris, wiens werk hij ook wel kopieerde. Later hanteerde hij een lossere penseelvoering en maakte veel 'frivole' impressionistische voorstellingen van het moderne stadsleven in de hofstad. Zijn latere landschappen vertonen kenmerken van het neo-impressionisme.
Helfferich was lid van de Haagse Kunstkring en werkte jarenlang als leraar aan de Haagse kunstacademie. De kritiek in zijn dagen had veel moeite met zijn 'wilde' stijl en kleurgebruik. Tegenwoordig brengen zijn werken bij veilingen veelal betere prijzen op dan die van zijn toentertijd hoger aangeslagen generatiegenoot Floris Arntzenius, die eveneens veel Haagse stadstaferelen schilderde.
Helfferich overleed in 1941 op 70-jarige leeftijd.

## Galerij

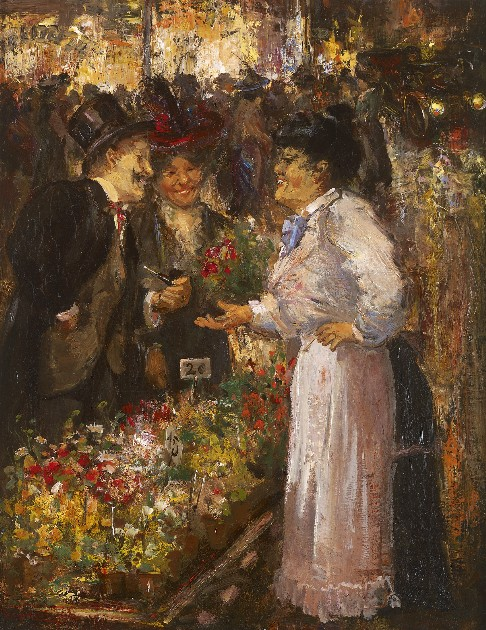
Bloemenverkoopster
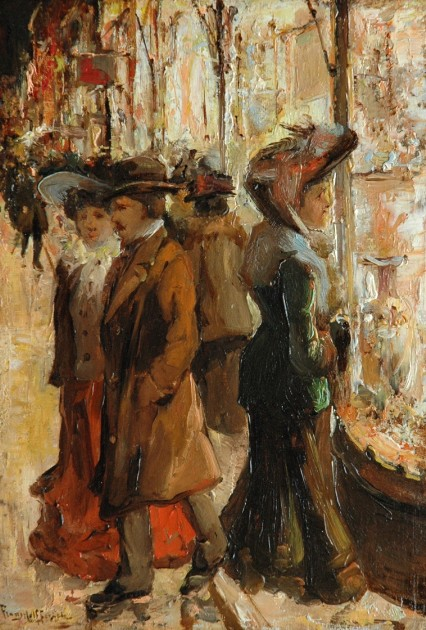
Etalages kijken bij avond in de Venestraat, Den Haag
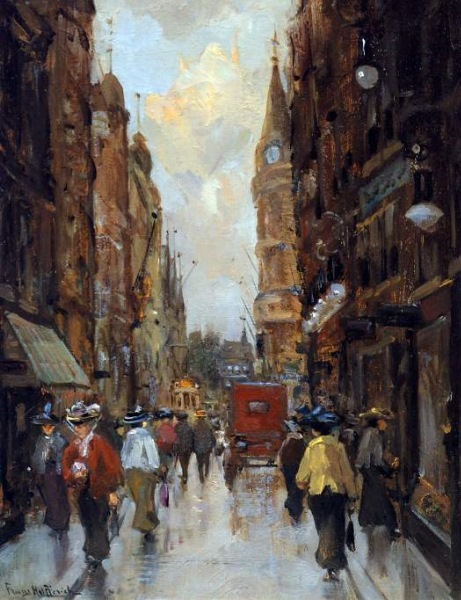
De Spuistraat in Den Haag
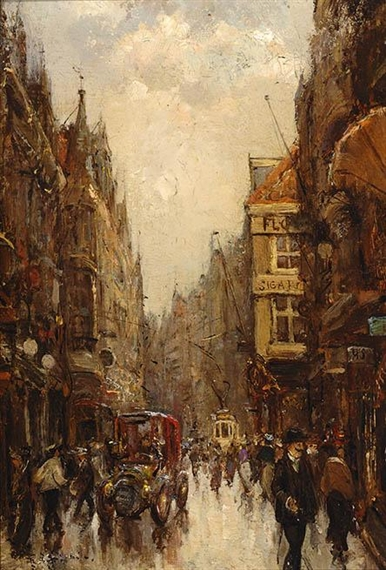
Winkelstraat
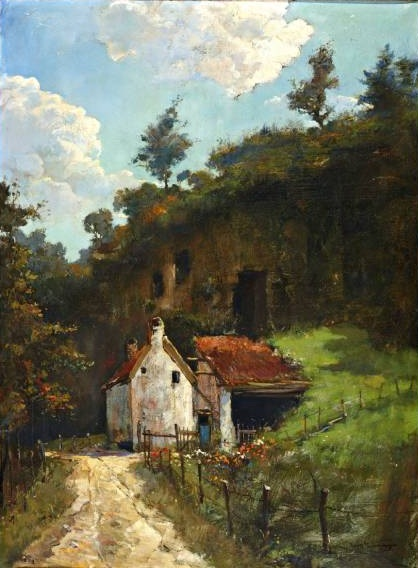
Weg naar Meerssen, Limburg
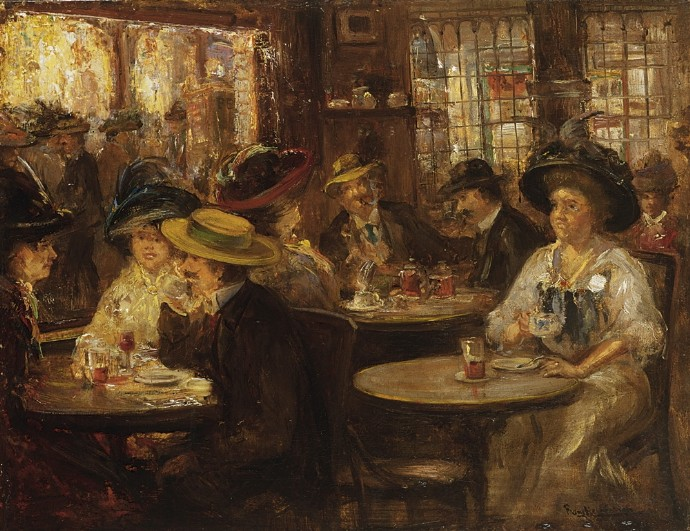
Theeuurtje in 't Goude Hooft, Den Haag
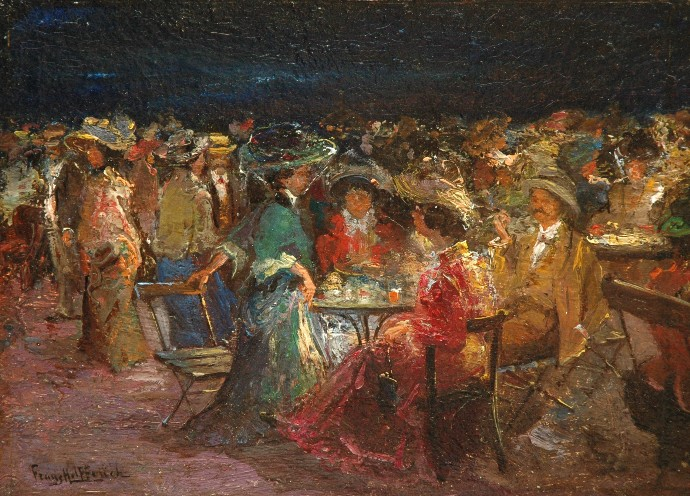
Parkterras bij avond
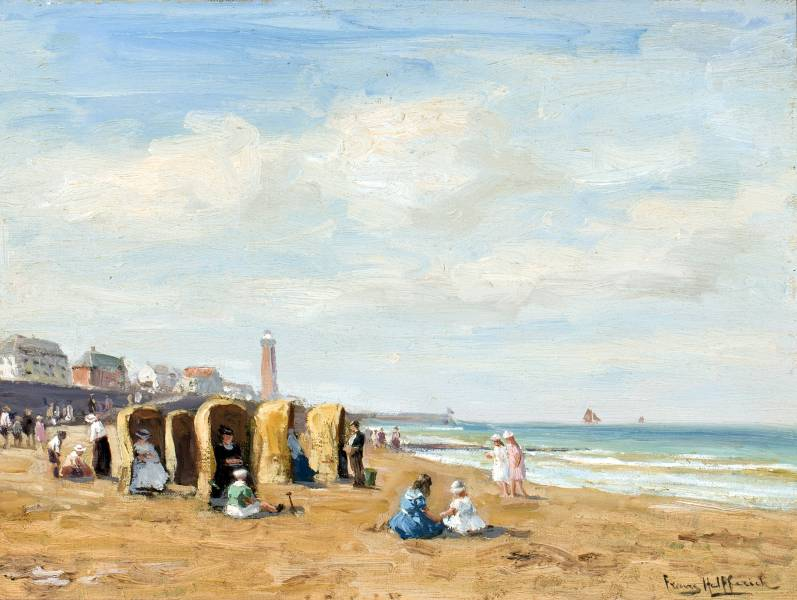
Badgasten op het Scheveningse strand
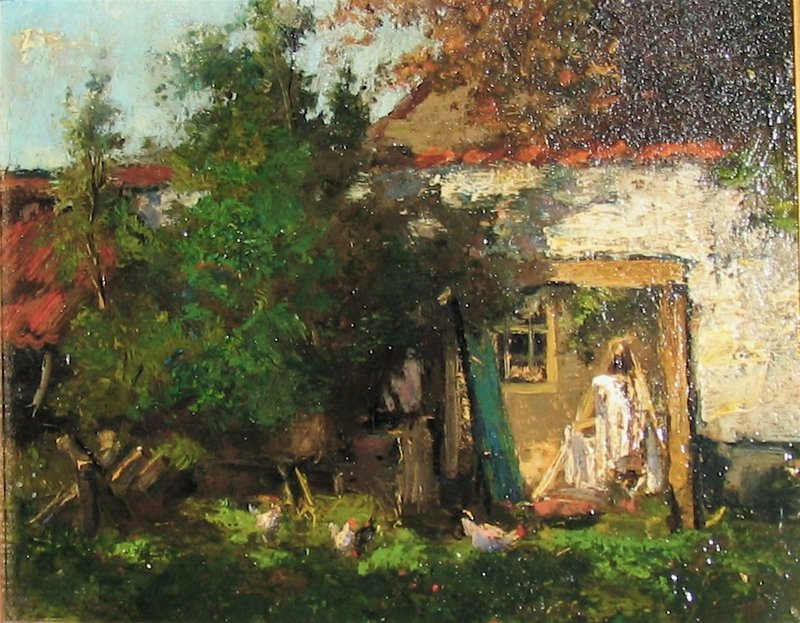
Boerenerf, Limburg
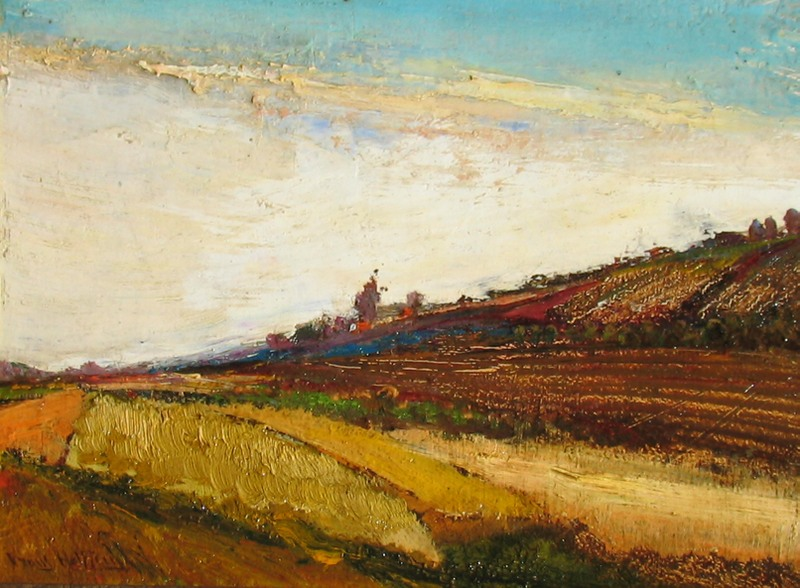
Limburgs landschap
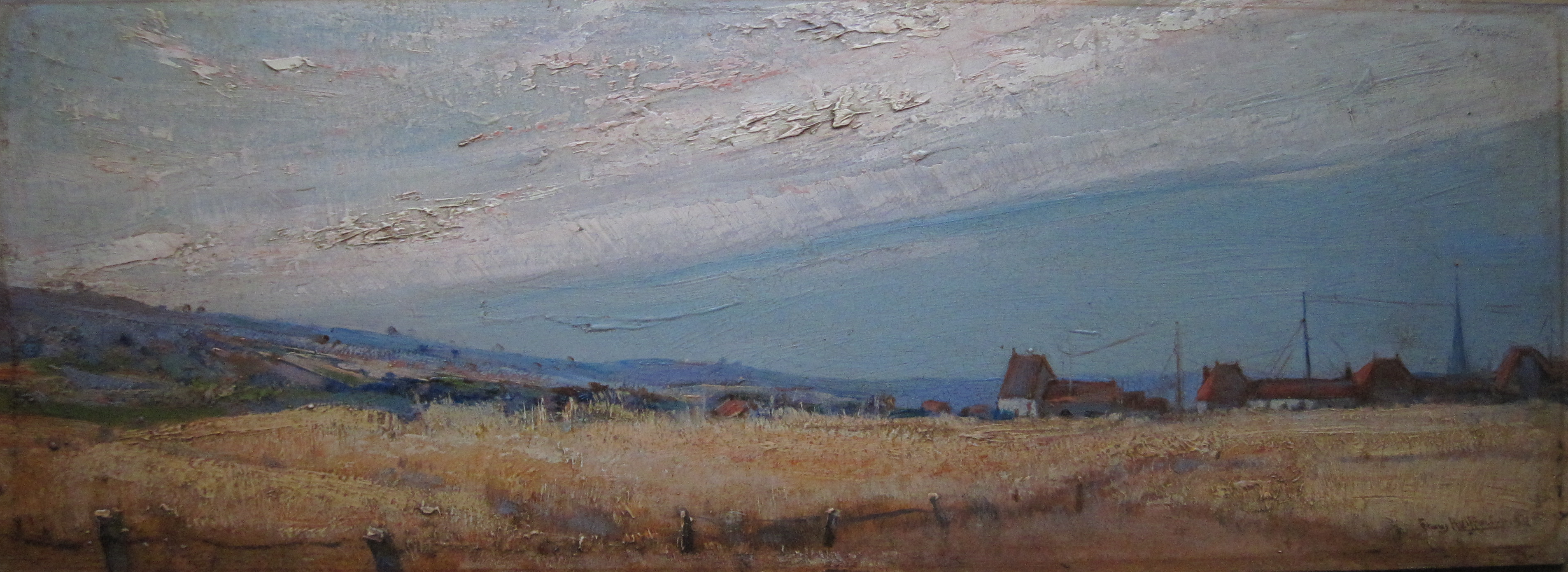
Limburgs landschap met dorpje - 1931
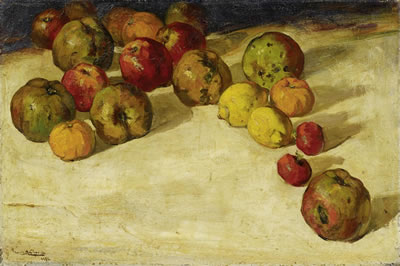
Stilleven met appels en citroenen